# Orbital Sciences X-34
De Orbital Sciences X-34 was bedoeld als een toestel om, met een laag budget, "sleuteltechnologieën" (key technologies) te onderzoeken die gebruikt konden worden in het Reusable launch system-project, het project om herbruikbare ruimteschepen te bouwen.
Het toestel was bedoeld als autonoom toestel zonder piloot, voortgestuwd door een 'Fastrac' raketmotor en in staat snelheden tot Mach 8 te bereiken. De bedoeling was dat de X-34 25 testvluchten per jaar zou uitvoeren, maar nadat er alleen maar sleepvluchten en vluchten verbonden met een kabel (captive flights) waren uitgevoerd werd het project in 2001 afgelast vanwege de hoge kosten. Een voltooid toestel als de X-34 zou gebruikt worden als een Space Shuttle: opstijgen als een raket met vloeibare-brandstoftank en hulpraketten, daarna vastmaken aan een ruimtestation als het Internationaal ruimtestation ISS om daarna te landen als een conventioneel vliegtuig.
Per 29 oktober 2007 is er een X-34 opgeslagen op Edwards Air Force Base.

## Nalatenschap
Bij het ontwerpen van de Merlin 1A-raketmotor was SpaceX van plan om zeven overgebleven Fastrac-turbopompen van NASA te kopen. Toen dit door de bureaucratie te lang duurde gingen ze naar fabrikant Barber Nichols die de turbinewielen van de Fastrac had geproduceerd en SpaceX kocht daar een aantal van die turbinewielen die ze gebruikten.